# O Santo Graal e a Linhagem Sagrada
The Holy Blood and the Holy Grail (O Santo Graal e a Linhagem Sagrada em português) é um controverso livro de Michael Baigent, Richard Leigh e Henry Lincoln.
O original foi publicado pela primeira vez em 1982 por Jonathan Cape em Londres. A continuação do livro, chamado The Messianic Legacy foi publicado em 1987. Um dos livros, de acordo com os autores, influenciou o projeto L'Or de Rennes (mais tarde publicado como Le Trésor Maudit), escrito em 1967 por Gerard de Sede, com a colaboração de Pierre Plantard.
Neste livro, os autores apresentam a hipótese de que o Jesus histórico se casou com Maria Madalena, tiveram dois ou mais filhos, e que as crianças ou os seus descendentes emigraram para a atual região sul da França. Uma vez lá, eles se envolveram com as famílias nobres que acabariam por tornar-se a dinastia merovíngia, cuja pretensão especial para o trono da França é defendida hoje por uma sociedade secreta chamada Priorado de Sião.
Desde a sua publicação tornou-se um bestseller internacional, The Holy Blood and the Holy Grail despertou o interesse de um número de ideias relacionadas com a sua tese central. A resposta dos historiadores profissionais e acadêmicos foi que a maior parte dos créditos antigos, mistérios e teorias conspiratórias apresentadas como "hipóteses" não possuem documentação palpável para afirmar tais hipóteses. No entanto, essas ideias foram consideradas blasfemas suficiente para que o livro fosse proibido em alguns países de maioria católica como as Filipinas.
Vinte e um anos depois, o tema de O Santo Graal e a Linhagem Sagrada seria ficcionado com muito sucesso por Dan Brown em seu romance de ficção de conspiração O Código Da Vinci de 2003, chegando mesmo a utilizar os sobrenomes de Richard Leigh e Michael Baigent (anagrama para o sobrenome ºBaigentº, usado pelo personagem do livro de Brown) para o personagem Leigh Teabing.

## Conteúdo
No livro, Baigent, Leigh e Lincoln apresentam hipóteses com embasamentos em documentos encontrados na Biblioteca do Vaticano e outras fontes como evangelhos apócrifos encontrados nos pergaminhos do mar morto e na biblioteca de Nag Hammadi:
- A existência de uma sociedade secreta conhecida como Priorado de Sião, com uma longa história com início em 1099, e tendo como Grão-Mestres de figuras ilustres como Leonardo da Vinci, Isaac Newton, Victor Hugo e Jean Cocteau;
- Esta sociedade secreta se apoia nos Cavaleiros Templários como seu braço militar e seu ramo financeiro.
- A mesma é dedicada ao estabelecimento da dinastia merovíngia, que governou os francos entre 457-751, sobre o trono da França e do resto da Europa.

Os autores interpretam os Dossiers Secrets na leitura institucional da história judaico-cristã, a Igreja Católica Romana. Contrariamente à afirmação inicial de Plantard que afirmou que os merovíngios seriam descendentes apenas do tribo de Benjamim, afirmam que:
- O Priorado de Sião protege a dinastia merovíngia, que seriam os descendentes de sangue de Jesus e sua esposa Maria Madalena, que remonta ao rei Davi.
- A Igreja tentou matar todos os membros da dinastia e seus supostos guardiões, os cátaros e os cavaleiros templários, de modo que os Papas mantiveram o trono através da sucessão apostólica de Pedro, com medo de serem usurpados por um antipapa de uma sucessão hereditária de Maria Madalena.

Os autores, concluiram que as metas moderna do Priorado de Sião são:
- A revelação pública do Santo Graal, que facilitaria a restauração merovíngia na França.
- O estabelecimento de um Estados Unidos da Europa de natureza teocrática como uma vinculação de redes que ligam a monarquia merovíngia, que voltaria institucionalizar a cavalaria, e para ser politicamente e religiosamente unificada através do culto imperial de um rei merovíngio sagrado, que ocuparia dois tronos tanto na Europa como na Santa Sé.
- A transferência da gestão da Europa e da sua esfera de influência para o Priorado de Sião, através de uma Europa Federal.

Os autores também incorporaram Os Protocolos dos Sábios de Sião para a sua história, concluindo que na realidade se referem às atividades do Priorado de Sião. Foi apresentado como a prova mais convincente da existência e das atividades do Priorado.

## Plágio
Embora afirmem que o livro trata de fatos históricos, os autores processaram a editora Random House e o escritor estadunidense Dan Brown alegando que a obra deste, o livro O Código Da Vinci, seria um plágio de "O Santo Graal e a Linhagem Sagrada", mais precisamente que Dan Brown teria copiado a "arquitetura da trama" de sua obra.
Em que pesem as alegações dos autores de "O Santo Graal…", a corte judicial decidiu desfavoravelmente aos autores sentenciando que não há "arquitetura" ou "estrutura" a ser copiada no livro e que a temática do livro é muito abrangente e pouco específica para ser protegida pelas leis de copyright.
Michael Baigent e Richard Leigh recorreram da decisão e novamente perderam. Na decisão judicial do recurso o juiz sentenciou que ninguém pode deter direitos de copyright sobre fatos ou pesquisas históricas, materiais bibliográficos, teorias hipotéticas ou temas gerais.